# Disko-sziget

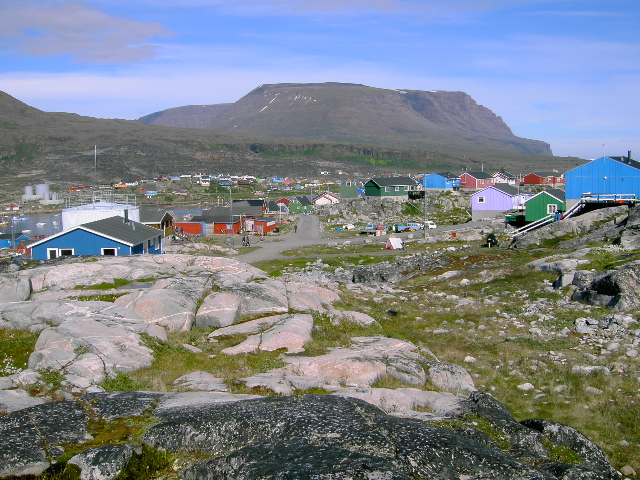
Godhavn (Qeqertarsuaq)

A Disko-sziget (grönlandiul: Qeqertarsuaq; jelentése kb. „a nagy sziget”) sziget a Baffin-öbölben, Grönland nyugati partjaitól nem messze, amelynek a déli partjai a Grönlandba mélyen beékelődő Disko-öblöt határolják. 8578 km²-es területével Grönland (mint közigazgatási egység) második legnagyobb szigete (Grönland, mint sziget után).
Hossza körülbelül 160 km, átlagmagassága eléri a 975 métert, legmagasabb pontja mintegy 1919 méteres. Területének 19%-a jéggel borított. A sziget geológiája merőben eltér Grönlandétól; felszínét legfőképpen magas és meredek bazaltból felépülő hegyek tarkítják, melyek 65-25 millió évvel ezelőtt jöttek létre vulkanikus aktivitás során.
A sziget legnépesebb települése Qeqertarsuaq (neve a szigetével megegyező, dánul Godhavn).
A terület vízforrásokban gazdag (hideg- és melegforrásokban egyaránt), melyekből kétezernél is több található meg a szigeten, ezen források valamelyikében fedezték fel a mikroszkopikus Limnognathia maerski-t.
A sziget első feljegyzett látogatását Vörös Erik tette valamikor 982 és 985 között. A későbbiekben a viking telepesek nyári vadászataik/halászataik kiindulópontjának használhatták a vidéket.